# Herbert Beck (Liedermacher)
Herbert Beck (* 20. April 1949 in Nürnberg; † 23. März 2015 ebenda) war ein  deutscher Autor, Kabarettist, Liedermacher, Funk- und Fernsehmoderator.

## Leben
Herbert Beck lernte zunächst als Buchhändler, ehe er auf dem zweiten Bildungsweg sein Abitur nachholte, um Lehrer zu werden. 1976 brach er dann aber vorzeitig sein Studium ab, ging auf Trampreisen und jobbte dann als Fensterputzer, Fahrer, Bühnenbeleuchter und einiges andere. Daneben schrieb er Kurzgeschichten, Kritiken und Chansons, die er zur Gitarre vortrug. Seine erste Langspielplatte erschien im Januar 1980 unter dem Titel „Apokalypse“ (auf: der andere Song 201 078-315). Im gleichen Jahr trat er beim Nürnberger Bardentreffen auf.
Als 1986 die ersten Lokalradios im Großraum Nürnberg ihrer Sendungen ausstrahlten, war er von Anfang an dabei. Er begann bei  Radio F und wechselte später zu  Radio Charivari. Erfahrung mit dem Medium Radio hatte er seit Mitte der 1970er-Jahre beim Bayerischen Rundfunk gesammelt. In der Sendung „Pop Sunday“ wurde 1979 seine Kurzgeschichte „Die Frau am Tresen“ vertont.
1990 begann seine Karriere beim Lokalfernsehen.
„Sekt oder Selters?“ war die berühmte Einstiegsfrage, mit der er seine beliebte Sendung Play Beck über Jahre im FF Franken Fernsehen begann.
1994 schrieb er den Weihnachtsfilm „Siller oder die wundersame Wandlung“ und spielte dabei die männliche Hauptrolle. Zum Ensemble gehörte auch seine Ehefrau Juliane Beck, mit der er gemeinsam auf den regionalen Kleinkunstbühnen auftrat. Für das FF Franken Fernsehen schrieb er auch die Serie „Die Mühle“, in der er auch selbst mitspielte. Gegen Ende der 1990er-Jahre produzierte und moderierte er gemeinsam mit seiner Frau und seinem Kameramann Hans Batz, Fürth, die Reihe „Die Becks unterwegs“,  in der einmal pro Woche schöne Landschaften und kulinarische Spezialitäten vorgestellt wurden.
Daraus entstanden 65 Sendungen.
Mit dem Ende des FF Franken Fernsehens in Erlangen endete Becks Fernsehkarriere. Er arbeitete in den 2000er-Jahren bei der GFI in Erlangen und als Hausaufgabenbetreuer an Schulen.
Herbert Beck verstarb im März 2015 nach langer, schwerer Krankheit kurz vor seinem 66. Geburtstag.

## Werke
Bücher
- Die Frau am Tresen (1980, Geschichten)

LPs
- Apokalypse.  Gütersloh: Ariola, der andere Song 201 078-315, 1979, 1 Schallplatte: 33/min, Stereo